# Mohammed Hossein Jalali
Mohammad Hossein Jalali est un officier militaire iranien, ancien ministre de la Défense de l'Iran.

## Carrière
Il est nommé ministre de la Défense en octobre 1985 au sein du cabinet dirigé par le Premier ministre Mir Hossein Moussavi,. Il remplace Mohammad Salimi au poste de ministre de la Défense. Mohammed Hossein Jalali reste au pouvoir jusqu’en août 1989.
Il occupe la fonction de général de brigade et de commandant de la force aérospatiale du Corps des gardiens de la révolution islamique. Il est nommé à ce poste en janvier 1992, en remplacement de Hossein Dehghan. En novembre 1997, Mohammad Bagher Ghalibaf remplace Jalali au poste de commandant de l'escadre aérienne du CGRI. Jalali est ensuite nommé par Ali Khamenei chef d'état-major adjoint des forces armées pour la logistique, la recherche et l'industrie.